# Etafedrina
Etafedrina (DCI) ou etilefedrina é um broncodilatador de ação prolongada. Estava disponível como base livre e como sal cloridrato, sob o nome comercial Nethaprin, da Sanofi-Aventis (agora Sanofi), mas foi retirado do mercado.

## Farmacologia
Ao contrário da efedrina e da tiramina, a etafedrina não induz a liberação de adrenalina ou noradrenalina e, em vez disso, atua como agonista seletivo dos receptores adrenérgicos beta-2, o que provoca seus efeitos broncodilatadores.